# Biquini
|  | Per a altres significats, vegeu «Biquini (desambiguació)». |

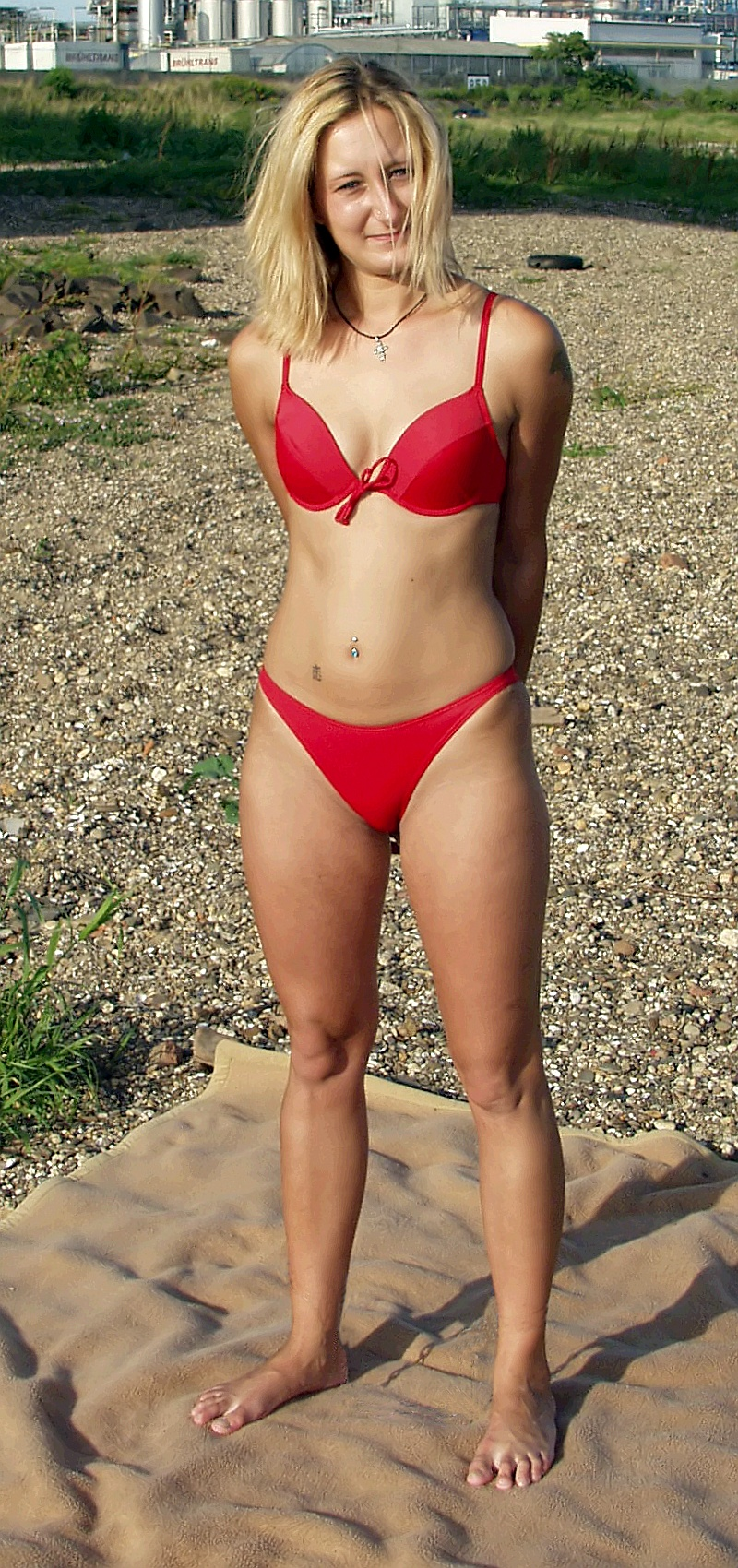
Noia en biquini

Un biquini és un banyador femení que consta de dues peces: uns sostenidors i unes calces.

## Història
El modern banyador femení de dues peces fou primerament presentat per Jacques Heim, un modista de Canes, a l'estiu de 1946. Decidit a promoure l'invent per tots els mitjans, Heim llogà un avió i feu escriure al cel l'eslògan: l'àtom, el vestit de bany més petit del món. Heim, però, no estava de sort, perquè paral·lelament un enginyer i dissenyador de banyadors de París, Louis Réard, havia desenvolupat la mateixa idea, però molt més agosarada, ja que deixava el melic a la vista. Réard va presentar el seu producte a la Piscina Molitor de París el 5 de juliol de 1946.
Réard batejà el seu producte amb el nom de l'atol de Bikini, a les illes Marshall, on es varen desenvolupar les primeres proves d'explosions nuclears l'any 1946, tot jugant al paral·lisme amb el caràcter eròticament "explosiu" de la peça. El nom es va estendre ràpidament degut a l'actualitat de l'atol, la suggestió del prefix bi-, i la publicitat. Per exemple, el diari Le Monde deia, el 1947, que «el minimalista biquini és xocant com la mateixa explosió».
Els primers anys, només actrius com Brigitte Bardot aparegueren públicament en biquini, especialment durant les presentacions del Festival de Cinema de Canes.

## Prehistòria

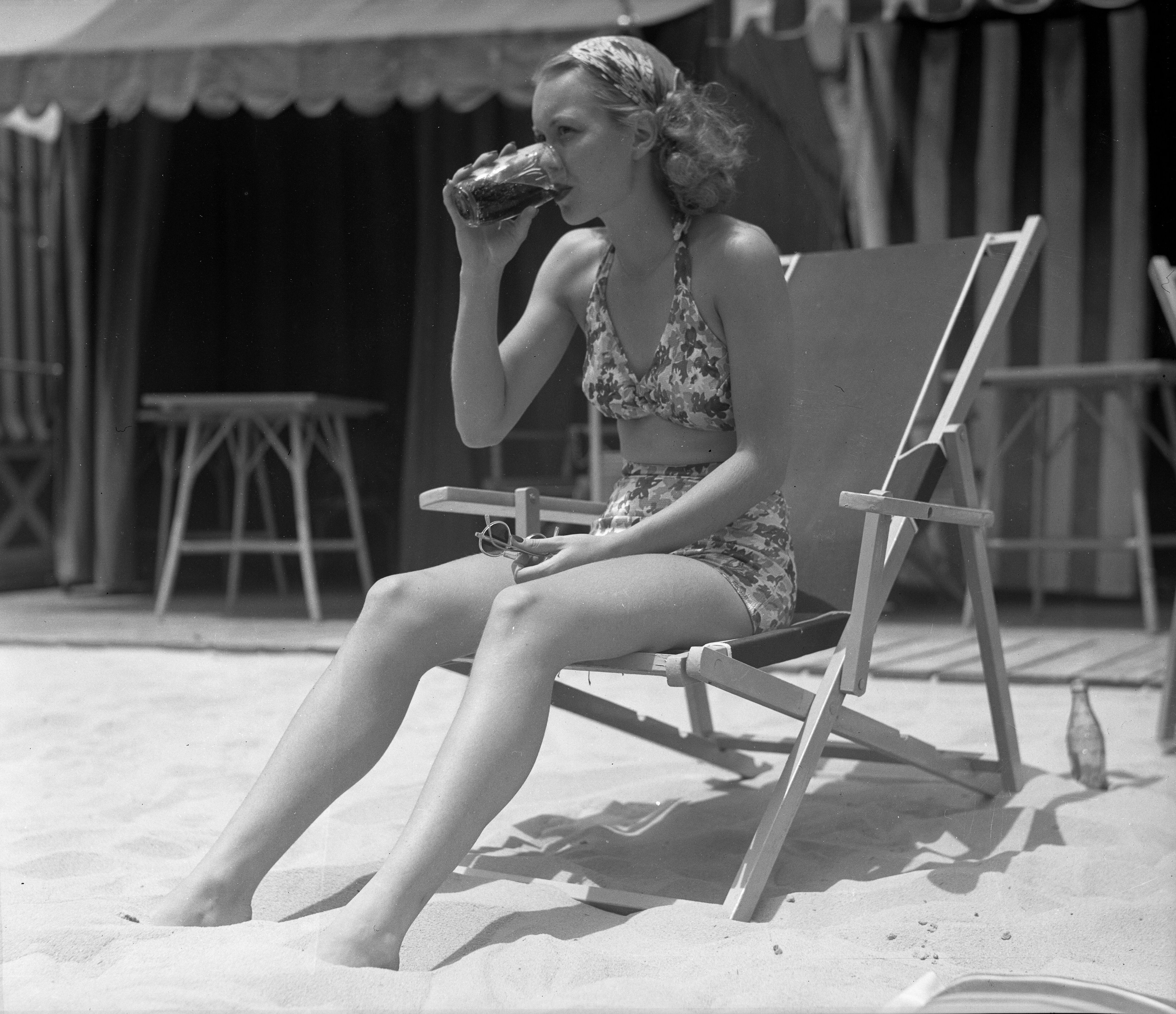
Exemple de pre-biquini (1935)

De fet, des dels anys trenta hi havia banyadors femenins de dues peces, però d'ús minoritari. A inicis dels anys quaranta ja eren prou habituals als EUA (menys a Europa, amb l'excepció del Tercer Reich), i coetàniament n'exhibien les pin-ups, des de dibuixos fins a fotos promocionals d'actrius de Hollywood. La novetat del biquini sembla haver-se basat en la minimització de la superfície coberta; concretament, en l'exposició del melic. Els models dels anys trenta i quaranta semblen haver-se esborrat de la memòria col·lectiva.

## Ús actual
Almenys des dels anys setanta el biquini és la forma més habitual de banyador femení, per qüestions alhora estètiques i de comoditat; a més, per a prendre el sol és preferible al banyador d'una peça, perquè exposa més superfície de pell. Per a exposar-ne encara més es recorre a l'anomenat topless, tot llevant-se la part superior del biquini, amb què es mostren els pits.
El biquini no s'utilitza mai en les competicions de natació, ja que ofereix més resistència que un banyador d'una sola peça, que ni tan sols té escot per a ser més hidrodinàmic. Sí que es fa servir, en canvi, en altres esports, com ara el voleibol platja i l'atletisme, degut a la seva comoditat.